# Krzysztof Bracha
Krzysztof Bracha (ur. 7 czerwca 1959 we Wrocławiu) – polski historyk, mediewista, profesor nauk humanistycznych.

## Życiorys
W 1978 ukończył II LO im. Jana Śniadeckiego w Kielcach. W latach 1980–1984 odbył studia z zakresu historii w Instytucie Historii Wyższej Szkoły Pedagogicznej w Kielcach. Doktoryzował się w 1994 w Instytucie Historii im. Tadeusza Manteuffla Polskiej Akademii Nauk w Warszawie na podstawie pracy Problematyka traktatu Mikołaja z Jawora De superstitionibus (1405 r.), której promotorem był Stanisław Bylina. Stopień naukowy doktora habilitowanego uzyskał w 2007 na Akademii Świętokrzyskiej w oparciu o rozprawę pt. Nauczanie kaznodziejskie w Polsce późnego średniowiecza. Sermones dominicales et festivales z tzw. kolekcji Piotra z Miłosławia. Postanowieniem Prezydenta RP z 14 sierpnia 2014 otrzymał tytuł naukowy profesora nauk humanistycznych.
W 1984 rozpoczął pracę w Wyższej Szkole Pedagogicznej w Kielcach, przekształconej następnie w Akademię Świętokrzyską i Uniwersytet Jana Kochanowskiego. Początkowo zatrudniony był na stanowisku asystenta, a później adiunkta (1995) i profesora (2008). Związany był z Zakładem Historii Średniowiecznej w Instytucie Historii na Wydziale Humanistycznym (do 1 lutego 2025 r.). 2008–2018 zatrudniony jako profesor nadzwyczajny w Zakładzie Badań Źródłoznawczych i Edytorstwa Instytutu Historii im. Tadeusza Manteuffla Polskiej Akademii Nauk w Warszawie; obecnie profesor w Instytucie Badań Literackich Polskiej Akademii Nauk w Warszawie, gdzie kieruje Pracownią literatury średniowiecza (od 2025).
Nadto był stypendystą naukowym: Deutscher Akademischer Austauschdienst (Historisches Seminar, Ruprecht-Karls-Universität Heidelberg: 1990–1991, pod kierownictwem prof. Jürgena Miethke), Institut für Europäische Geschichte, Abteilung für Religionsgeschichte w Moguncji pod kierownictwem prof. Rolfa Decot (2000), Fundacji Lanckorońskich z Brzezia (Rzym, 2003) oraz Polnische Historische Mission na Julius-Maximilians-Universität Würzburg (2015).
Zajmuje się historią wieków średnich, historią kultury popularnej tego okresu (magia, czary, przesądy, słowiańska i germańska demonologia ludowa, kulty pątnicze), inkwizycją w Heidelbergu w XV w., edytorstwem średniowiecznych łacińskich źródeł pastoralnych, kaznodziejstwem w Polsce i w Europie Środkowej późnego średniowiecza, dziedzictwem kulturowym łysogórskiego opactwa benedyktynów na Świętym Krzyżu w średniowieczu. Autor ponad 200 publikacji m.in. w „Studiach Historycznych”, „Kwartalniku Historycznym”, „Przeglądzie Historycznym”, „Quaestiones Medii Aevi Novae”, „Przeglądzie Humanistycznym”, „Medieval Sermon Studies”, „Studiach Źródłoznawczych”, „Sobótce”, „Mitteilungen des Instituts für Österreichische Geschichtsforschung”; „Zeitschrift für Religions- und Geistesgeschichte”.
Członek: Heidelberg Alumni International; International Medieval Sermons Studies Society; Polska Grupa Commission Internationale d’Histoire Ecclésiastique Comparée (CIHEC) przy Polskiej Akademii Umiejętności w Krakowie; Corresponding Fellow of the Centre for Medieval Studies at Charles University and the Czech Academy of Sciences in Prague.
W 2021 otrzymał Nagrodę Miasta Kielce. Od 2022 r. przewodniczący Społecznej Rady Kultury Prezydenta Miasta Kielc oraz przewodniczący „Stowarzyszenia Per crucem”, które zajmuje się wspieraniem dziedzictwa kulturowego Świętego Krzyża w ramach współpracy z klasztorem Misjonarzy Oblatów MN. Członek jednego z zespołów doradczych drugiej kadencji w Ministerstwie Nauki i Szkolnictwa Wyższego (do 2024 r.). 
Żonaty z historyk Lidią Michalską-Brachą.

## Wybrane publikacje
- Nauczanie w dawnych wiekach. Edukacja w średniowieczu i u progu ery nowożytnej. Polska na tle Europy, Kielce 1997 (współredaktor wraz z W. Iwańczak).
- Teolog, diabeł i zabobony. Świadectwo traktatu Mikołaja Magni z Jawora De superstitionibus (1405 r.), Warszawa 1999.
- Człowiek i przyroda w średniowieczu i we wczesnym okresie nowożytnym, Warszawa 2000 (współredaktor wraz z W. Iwańczak).
- Ludzie, Kościół, wierzenia. Studia z dziejów kultury i społeczeństwa Europy Środkowej (średniowiecze- wczesna epoka nowożytna), Warszawa 2001 (współredaktor wraz z J. Banaszkiewicz, W. Iwańczak, St. K. Kuczyński, B. Wojciechowska).
- Z dziejów opactwa świętokrzyskiego. Materiały z konferencji naukowej, Kielce, 1 czerwca 2006 r., Kielce 2007 (Łysogórskie opactwo benedyktynów. Źródła–monografie–materiały–studia, t. II) (współredaktor wraz z M. Derwich).
- Nauczanie kaznodziejskie w Polsce późnego średniowiecza. Sermones dominicales et festivales z tzw. kolekcji Piotra z Miłosławia, Kielce 2007.
- Zbožnost středověka, Praha 2007 (Colloquia mediaevalia Pragensia, vol. VI) (współredaktor wraz z M. Nodl, J. Hrdina, P. Kras).
- Legendy świętokrzyskie, Kielce 2009 (redaktor).
- Przestrzeń religijna Europy Środkowo-Wschodniej w średniowieczu. Religious space of East-Central Europe in the Middle Ages, Warszawa 2010 (współredaktor wraz z P. Kras).
- Sacrum pogańskie–sacrum chrześcijańskie. Kontynuacja miejsc kultu we wczesnośredniowiecznej Europie Środkowej, Warszawa 2010 (współredaktor wraz z Cz. Hadamik).
- „Kazania świętokrzyskie”. Genez, przekaz, tekst, kontekst. Po lekturze nowej edycji (2009), IBL PAN Warszawa 3.03.2010 r., „Z badań nad książką i księgozbiorami historycznymi”, t. 4, Warszawa 2010, s. 11–123 (współredaktor wraz z A. Dąbrówka).
- Bazylika mniejsza pod wezwaniem Trójcy Świętej na Świętym Krzyżu, Kielce 2013 (współautor wraz z Marek Derwich).
- Des Teufels Lug und Trug. Nikolaus Magni von Jauer: Ein Reformtheologe des Spätmittelalters gegen Aberglaube und Götzendienst, Dettelbach 2013 (Quellen und Forschungen zur Europäischen Ethnologie, hrsg. von Dieter Harmening, Bd. XXV).
- Kaznodziejstwo średniowieczne. Polska na tle Europy. Teksty-atrybucje-audytorium, Warszawa 2014 (Colloquia Mediaevalia Preadicatoria, Vol. I) (redaktor wraz z A. Dąbrówka).
- Casus pulchri de vitandis erroribus conscientiae purae. Orzeczenia kazuistyczne kanonistów i teologów krakowskich z XV w., Warszawa 2013.
- Debaty świętokrzyskie, vol. 1, Kielce 2014 (współredaktor wraz z M. Marczewska).
- Debaty świętokrzyskie, vol. 2, Kielce 2016 (współredaktor wraz z M. Marczewska, Stanisław Cygan).
- Debaty świętokrzyskie, vol. 3, Kielce 2020 (redaktor).
- Česko-polské kazatelské vztahy ve středověku, Praha 2016 (Colloquia mediaevalia Pragensia, vol. XVI) (współredaktor wraz z M. Nodl).
- Ambona. Studia o kulturze średniowiecza ofiarowane Stanisławowi Bylinie, Warszawa 2016 (współredaktor wraz z W. Brojer).
- Słowo-pismo-sacrum. Cztery studia z dziejów kultury religijnej w Polsce późnego średniowiecza, Warszawa 2020 (Studia Staropolskie Series Nova, T. 99/105) (wespół z Mariusz Leńczuk).
- Antiphonarium Kielcense. Antyfonarz kolegiaty kieleckiej (ok. 1372 r.). Wydanie fototypiczne z komentarzem, Kielce 2020 (redaktor).
- Maria mediatrix-Maria adiutrix. Pobożność maryjna w kaznodziejstwie polskim późnego średniowiecza. Sermones dominicales et festivales z tzw. kolekcji Piotra z Miłosławia, Warszawa 2023 (Wyd. DiG).
- Krzysztof Bracha, Marek Derwich, Jerzy Kaliszuk, Spicilegium Gerarda Lefebvre’a de Lassus źródło do historii benedyktynów świętokrzyskich. Studia nad zabytkiem. Podobizna rękopisu, Kielce 2023 (Zabytki dawnego dziejopisarstwa łysogórskiego. Monumenta historica antiquiora calvomontana, t. 1).
- Bitwa i pamięć. Święto wiktorii pod Grunwaldem 1410 roku w kaznodziejstwie Polski doby jagiellońskiej (XV–pocz. XVI w.), Lublin-Warszawa 2024 (Folia Jagellonica. Fontes 20)